# Charlie Rose
Charles Peete "Charlie" Rose, Jr. (n. 5 ianuarie 1942) este un jurnalist și un interviator american.